# روآن ۴۵۹۹
سیارک ۴۵۹۹ (به انگلیسی: 4599 Rowan، نامگذاری:1985RZ2) چهار هزار و پانصد و نود و نهمین سیارک کشف شده‌است که در ۵ سپتامبر ۱۹۸۵ کشف شد.
قدر مطلق سیارک برابر ۱۶.۲ است.